# King Bell

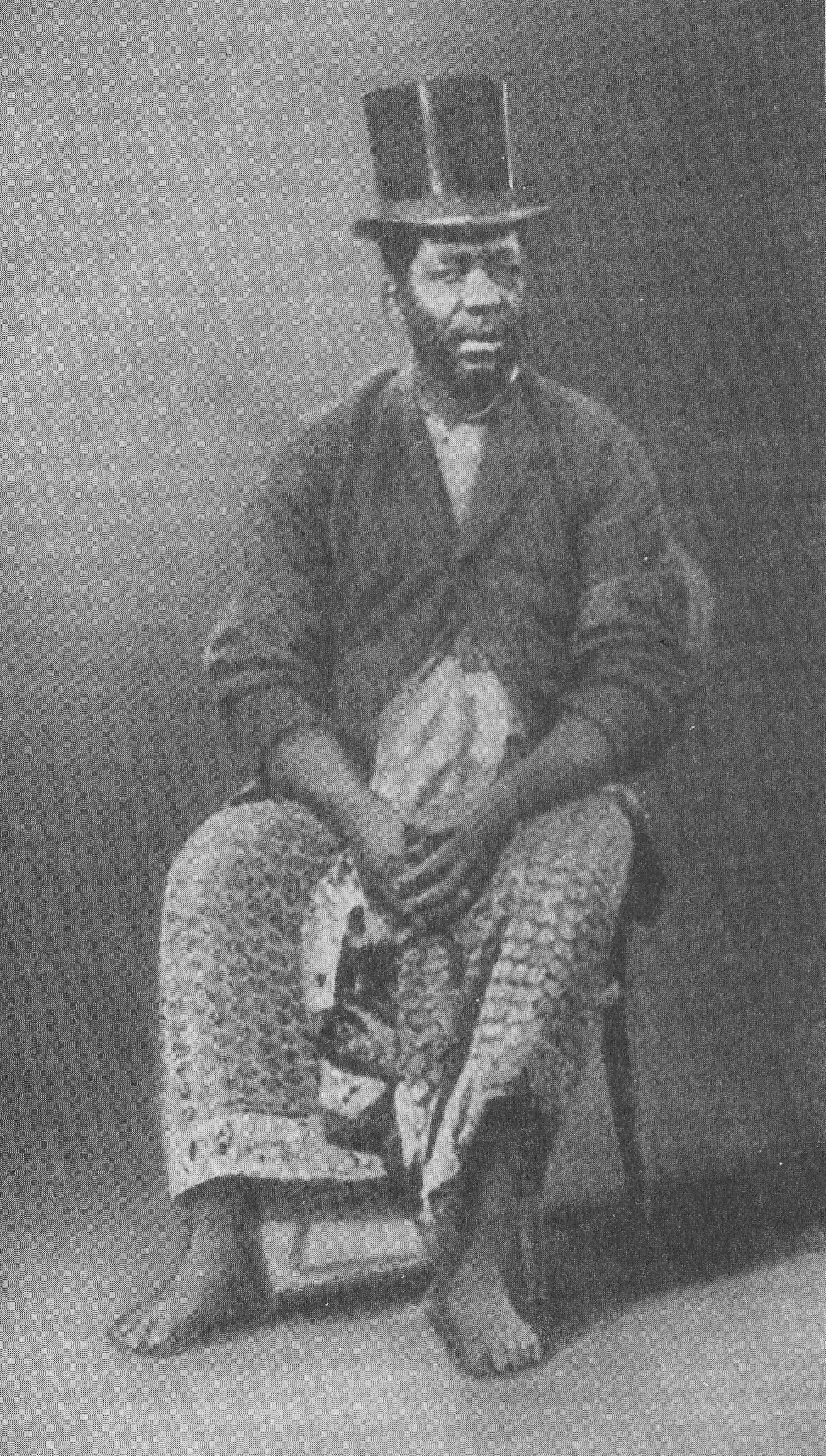
King Bell

King Bell, eigentlich: Ndumb´a Lobe bzw. Ndumbé Lobé, (* 1839; † 27. Dezember 1897 in Douala) war König des Duala-Volkes in Kamerun zur deutschen Kolonialzeit. Er gehörte zu den Unterzeichnern des Schutzvertrages, der die Grundlage für die Inbesitznahme Kameruns durch das Deutsche Kaiserreich bildete. Er war der Vater von August Manga Ndumbe Bell und der Großvater von Rudolf Manga Bell.

## Biographie

### Herkunft und Hintergrund
Ndumbé Lobé Bell entstammte der Familie Bell (Bonanjo), einer einflussreichen Familie, die neben der Familie Akwa (Bonambela) in vorkolonialer Zeit in der Douala Region zu Macht und Reichtum gekommen war. Schon die ersten europäischen Aufzeichnungen über die Bevölkerung der Region rund um die Wouri-Mündung weisen darauf hin, dass sie in gewissem Umfang Fischerei und Landwirtschaft betrieben, in erster Linie jedoch über den Wouri-Fluss und seine Nebenflüsse sowie über den Dibamba mit den Menschen im Landesinneren Handel trieben. Bereits zu dieser Zeit war an der Namensgebung der wichtigsten Duala-Gemeinden an der Mündung des Wouri-Flusses Bell Town und Akwa Town die Bedeutung und der Herrschaftsanspruch der Familien für die seit sieben Generationen getrennten  Stammeshälften in der Region ersichtlich.
Nach der Abkehr von Sklavenhandel ab den 1820er Jahren, konnte sich die Familie Bell ihren Einfluss und Reichtum durch Ausweitung des Tauschhandels mit Palmöl, Palmkernen und Elfenbein aus dem Landesinneren im Austausch gegen europäische Waren erhalten und ausweiten. Häusliche Sklaverei war allerdings weiterhin übliche Praxis. So wurde etwa David Mandessi Bell († 1936) in den 1870er Jahren als Sklave aus dem Kameruner Grasland in den Haushalt von König Bell gebracht, von diesem adoptiert und ein reiches und mächtiges Mitglied der Familie Bell, obwohl er nicht berechtigt war, Häuptling zu werden.

### Übernahme der Macht

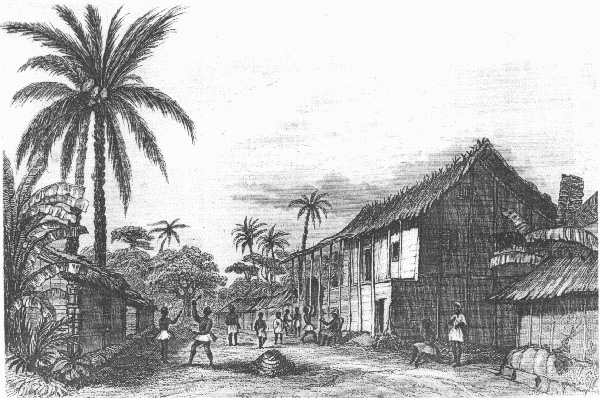
Das Bell-Königshaus im Jahr 1841

Ndumbé Lobé Bell trat 1858 die Nachfolge seines Vaters Lobé Bebe Bell an. Er war etwa zwanzig Jahre alt und sollte die Bell-Familie fast vierzig Jahre lang bis zu seinem Tod im Jahr 1897 anführen.
Zwischen 1872 und 1874 kam es zu einem Konflikt mit der Akwa-Familie, wegen des Versuchs der Bewohner der Siedlung Bonapriso, sich von Akwa loszusagen. König Bell ergriff für sie Partei und wurde in diesem Kampf von den Bewohnern der Siedlung Deido unterstützt, die bereits von Akwa unabhängig geworden waren.
In den späten 1870er Jahren gelang es König Bell, einen Streit zwischen der Akwa-Familie und den Händlern des Kwa-Kwa-Flusses auszunutzen, um seinerseits den Handel auf diesem Fluss aufzunehmen, der in den größeren Sanaga-Fluss mündet. Zwischen 1882 und 1883, kurz vor der deutschen Annexion, kam es zu einem heftigen Streit zwischen Bell und dreien seiner Brüder, die von Akwa unterstützt wurden. Alle diese Auseinandersetzungen waren schädlich für den Bell-Handel.
Aufgrund dieser Streitigkeiten suchte Bell in den 1880er Jahren europäischen Schutz, um seine Autorität zu stärken, den Handel zu stabilisieren und weitere Unabhängigkeitsbestrebungen von Teilen seines Volkes wie den Bonaberi zu verhindern.

### Unterzeichnung des Schutzvertrages
Am 12. Juli 1884 unterzeichneten König Ndumbé Lobé Bell und König Akwa einen Vertrag, in dem sie den Firmen C. Woermann und Jantzen & Thormählen, vertreten durch die Kaufleute Edward Schmidt und Johann Voss, die Hoheitsrechte, die Gesetzgebung und die Verwaltung ihres Landes vollständig übertrugen. Sein Handelsgebiet erstreckte sich im Wesentlichen entlang des Abo. Hugo Zöller schrieb über den Reichtum King Bells:
Um wie große Summen es sich hierbei handelt, mag daraus entnommen werden, dass König Bell während meines Aufenthaltes in Kamerun für 60-80.000 Mark Waren im mittleren Flussgebiet aufgehäuft hatte und an einem Tage 11 Elefantenzähne im Gesamtwert von 7 - bis 8.000 Mark zum Verkauf anbot.
Der Vertrag enthielt Bedingungen, dass bestehende Verträge und Eigentumsrechte aufrechterhalten und bestehende Bräuche respektiert werden und die deutsche Verwaltung weiterhin die sogenannte Kumi (eigentlich: Coomie), eine Art Gewerbesteuerzahlungen an die Könige leisten sollten, wie bisher. Das Unternehmen C. Woermann hatte allein für seine Faktorei 80 Kru (Waren im Wert von 1000 Mark) abzugeben.
Die deutsche Delegation unter Gustav Nachtigal erreichte es, dass King Bell am 11. und 12. Juli 1884 bereit war, den Schutzvertrag, den King Akwa und er gemeinsam mit den deutschen Gesandten formuliert hatten, zu unterzeichnen. Der Schutzvertrag lautete wie folgt:

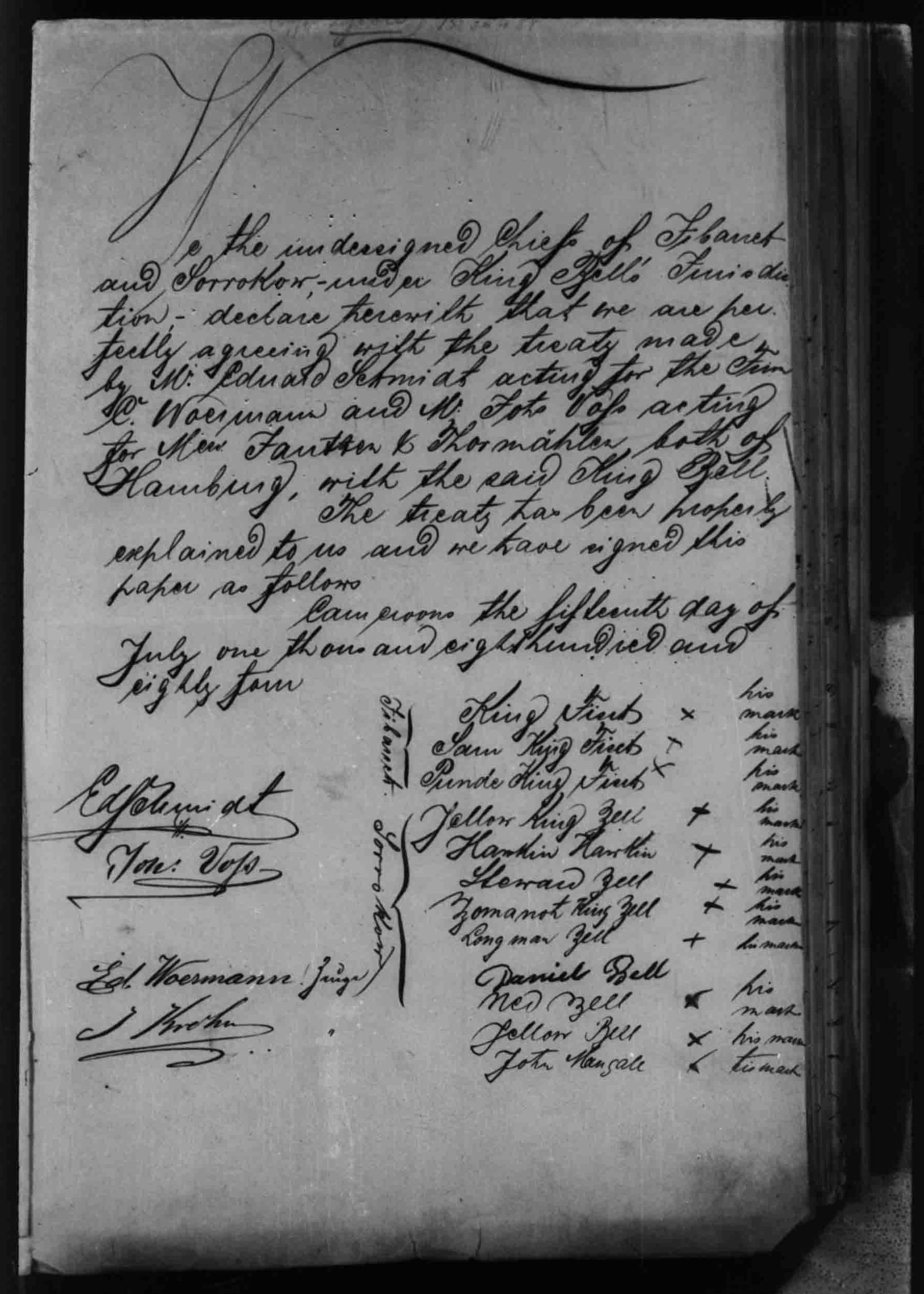
Schutzvertrag

Wir, die unterzeichnenden unabhängigen Könige und Häuptlinge des Landes Kamerun am Kamerunfluss, welches begrenzt wird im Norden vom Fluss Bimbia, im Süden vom Fluss Quaqua und sich erstreckt bis zu 4° 10' nördlicher Breite haben heute in einer Versammlung in der deutschen Faktorei an King Akwas Strand aus freien Stücken beschlossen, was folgt:
Wir treten mit dem heutigen Tage unsere Hoheitsrechte, die Gesetzgebung und Verwaltung unseres Landes vollständig ab an die Herren Eduard Schmidt und Jantzen & Thormählen in Hamburg, welche seit vielen Jahren an diesem Flusse Handel treiben.
Wir haben unsere Hoheitsrechte, die Gesetzgebung und Verwaltung den genannten Firmen übertragen unter folgendem Vorbehalt:
1. Die Rechte Dritter sollen unverletzt bleiben.
2. Alle früher mit anderen Mächten abgeschlossenen Freundschafts- und Handelsverträge sollen in Kraft bleiben.
3. Das jetzt von uns bewirtschaftete Land und der Grund und Boden, auf welchem Städte erbaut sind, sollen Eigentum der jetzigen Besitzer und ihrer Rechtsnachfolger bleiben.
4. Die Kumi soll jährlich den Königen und Häuptlingen wie bisher gezahlt werden.
5. Für die erste Zeit nach Einrichtung der neuen Verwaltung sollen unsere Landessitten respektiert werden.
gez. König Akwa, König Bell, als Zeugen: Eduard Woermann, O. Busch; Kamerun, den 12. Juli 1884
Am 14. Juli kam es zur Flaggenhissung in Douala. Für die Vertragsunterzeichnung hatten die deutschen Unternehmen 27.000 Mark an King Bell gezahlt, eine damals sehr hohe Summe. Er stieg dadurch zu einem der wohlhabendsten Afrikaner seiner Zeit auf.

### Konflikt mit Großbritannien
Zu dieser Zeit waren allerdings auch britische Händler und Missionare in der Wouri-Mündung aktiv und den Deutschen zahlenmäßig überlegen. Sie akzeptierten jedoch, dass die Region in den deutschen Einflussbereich fiel.
In einem Brief an den Earl of Derby, zu dieser Zeit Secretary of State for the Colonies, vom 30. September 1884 erläuterte King Bell seine Gründe für die Annahme des deutschen Angebots. Er sagte:

“Having written to you, through the English Consuls on the West Coast, several times, covering the space of over five years, in which letters I anxiously inquired to know if the English Government would take by annexation my country, I at last despaired, having not received any answer… I hence concluded that neither the Consuls nor yet the English Government cared anything about my country…”

„Nachdem ich Ihnen über einen Zeitraum von mehr als fünf Jahren über die englischen Konsuln an der Westküste mehrere Male geschrieben hatte, in denen ich mich ängstlich erkundigte, ob die englische Regierung mein Land durch Annexion übernehmen würde, habe ich es endlich geschafft verzweifelt, da ich keine Antwort erhalten hatte … Daraus kam ich zu dem Schluss, dass weder die Konsuln noch die englische Regierung sich um mein Land kümmerten.“

Die lokalen Herrscher von Bonabéri (zu dieser Zeit auch Hickorytown) und Bonapriso (auch: Bonapriso) weigerten sich allerdings im Juli 1884, den deutschen Protektoratsvertrag zu unterzeichnen. King Bell teilte dem britischen Vizekonsul Buchan mit, dass diese die britische Herrschaft bevorzugen würden, aber abwarten würden, was die Deutschen anbieten würden. Im Dezember 1884 griffen die Streitkräfte von Bonaberi und Bonapriso Bell Town an und brannten es nieder. Zeitungsberichten zufolge hätten englische Händler die Unterhäuptlinge von Bonapriso und Bonabéri gegen King Bell aufgehetzt und erklärt, er habe es versäumt, ihren gerechten Anteil an dem Geld, das ihm die Deutschen gegeben hatten, weiterzugeben.
Der deutsche Vertreter vor Ort, Max Buchner, forderte daraufhin ein Marinegeschwader an, was ihm mit Entsendung des sog. Westafrikanischen Kreuzergeschwaders unter Konteradmiral Eduard von Knorr gewährt wurde. In der Folge gelang es diesen Einsatzkräften durch die teilweise Zerstörung von Bonaberi und Bonapriso den Frieden wiederherzustellen. Bell beteiligte sich seinerseits an dem Einsatz und an der Plünderung des Anwesens des England-freundlichen lokalen Häuptlings Kum'a Mbape ("Lock Priso") in Hickorytown. 25 Afrikaner und ein Deutscher starben während der Kämpfe.
Der Kommandeur des Marinegeschwaders, Knorr, übernahm die Autorität, bis der erste Gouverneur, Julius von Soden, im Juli 1885 eintraf.

### Deutsches Protektorat

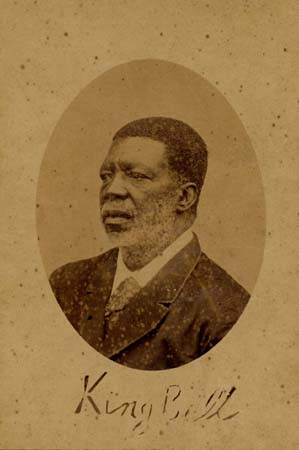
Portrait Bells

Die Beziehungen von King Bell zum ersten Gouverneur waren schlecht. Dies war zum Teil auf Beschwerden seines Neffen Alfred Bell, der in Deutschland ausgebildet wurde, bei den Zentralbehörden zurückzuführen.
Weiterhin setzte sich von Soden dafür ein, Bells Dominanz im Handel im Mungo-Tal nordwestlich von Douala zu beseitigen, und unterstützte die Firma Jantzen und Thormählen bei der Expansion in diese Region, um Plantagen anzulegen und eine Handelsstation zu errichten. König Bells englischsprachiger Sohn Manga wurde sogar für zwei Jahre nach Togo verbannt, wo er sich mit dem deutschen Kolonialkommissar Eugen von Zimmerer anfreundete.
Die Beziehungen verbesserten sich, als von Zimmerer 1890 von Soden als Gouverneur der Kolonie Kamerun ablöste. Manga achtete darauf, die Freundschaft aller hochrangigen deutschen Beamten in Douala zu pflegen, die dazu beitrugen, Unterstützung für die Bell-Interessen zu gewinnen, während es dem Akwa-Führer nicht gelang, wirksame Unterstützer unter den Kolonialisten zu gewinnen.
Unter Zimmerer gaben die Deutschen ihre Versuche auf, in die wichtigste Bell-Handelsregion im Tal des Mungo-Flusses einzudringen, und wandten sich stattdessen dem Sanaga zu, das sie für alle einheimischen Händler schlossen, was wiederum den Akwa-Interessen schadete.

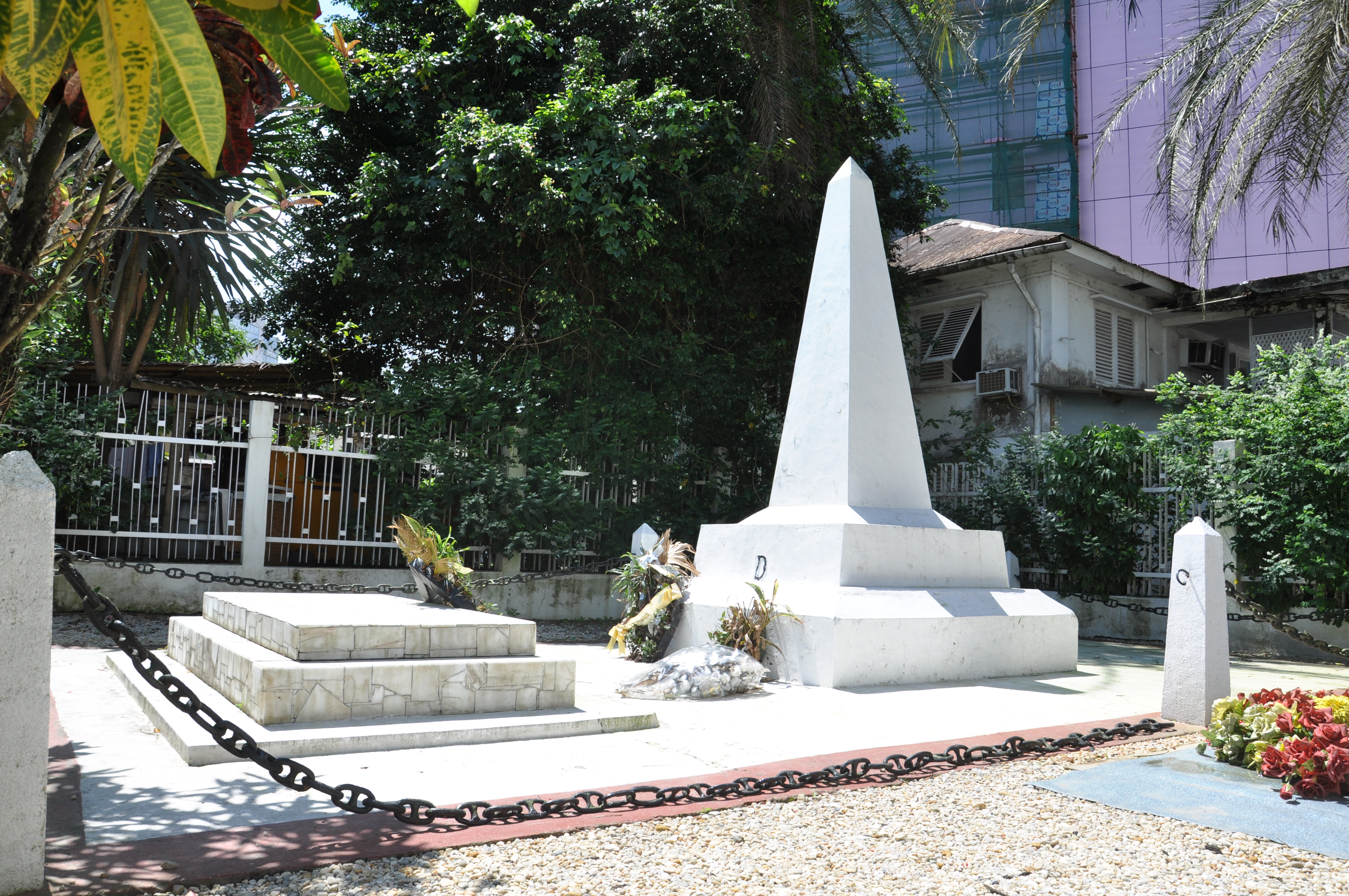
Grabmal Bells in Douala

Als König Ndumbé Lobé Bell im Dezember 1897 starb, soll er 90 Frauen hinterlassen haben. Sein Sohn Manga Ndumbe Bell erbte seine Position und sein Gehalt und erhielt einige Monate später die Berufungsgerichtsbarkeit für alle Nicht-Duala-Völker des Küstengebiets, eine äußerst lukrative Ernennung.

## Zeitgenössische Wertungen
Europäer, die die Situation in Douala zur Zeit vor und nach der formellen kolonialen Annexion beschrieben, lobten König Bell und seinen Sohn und Erben Manga, während sie wenig von seinem Rivalen, König Dika Mpondo Akwa, hielten. König Bell wurde als ein Mann von natürlicher Würde und Anstand beschrieben.
Obwohl die Akwa-Fraktion mehr Mitglieder hatte, waren die Bells kommerziell erfolgreicher und erhielten nach der Annexion höhere Zahlungen als die Akwas. König Bell war es gelungen, die Zwischenhändler im Mungo-Handel auszuschalten und so seine Gewinne erheblich zu steigern.

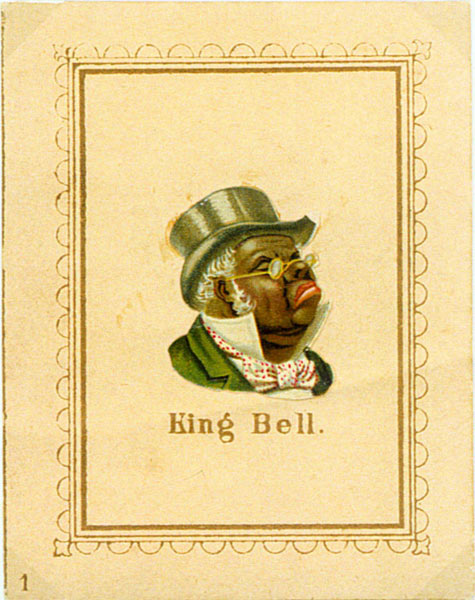
Rassistische Spielkarte „King Bell“ im Kamerun-Spiel (1885)

Das Deutsche Koloniallexikon von 1920 schrieb über King Bell:
King B. war im Gegensatz zu King Akwa der europäischen Zivilisation nicht abgeneigt, sein Sohn war in Europa erzogen, doch haben ihn Augenzeugen 1884 noch dem Kannibalismus huldigen sehen. Er wird als ein Mann von natürlicher Würde, von anständiger Gesinnung geschildert.
Trotz seiner klugen und äußerst erfolgreichen geschäftlichen und politischen Geschäfte in einer Zeit des gesellschaftlichen Umbruchs war König Bell das Ziel rassistischer Ansichten, die unter den Europäern dieser Zeit weit verbreitet waren. Ein Spottvers in einer deutschen Zeitung lautete:
King Akwa und King Bell
Sagten unlängst: "Very well",
Schenkten für sechs Pullen Rum
Uns ihr ganzes Königtum.